# Чакао (пролив)
Чака́о (исп. Canal de Chacao) — пролив, отделяющий северную часть острова Чилоэ от материковой части Чили.

## География

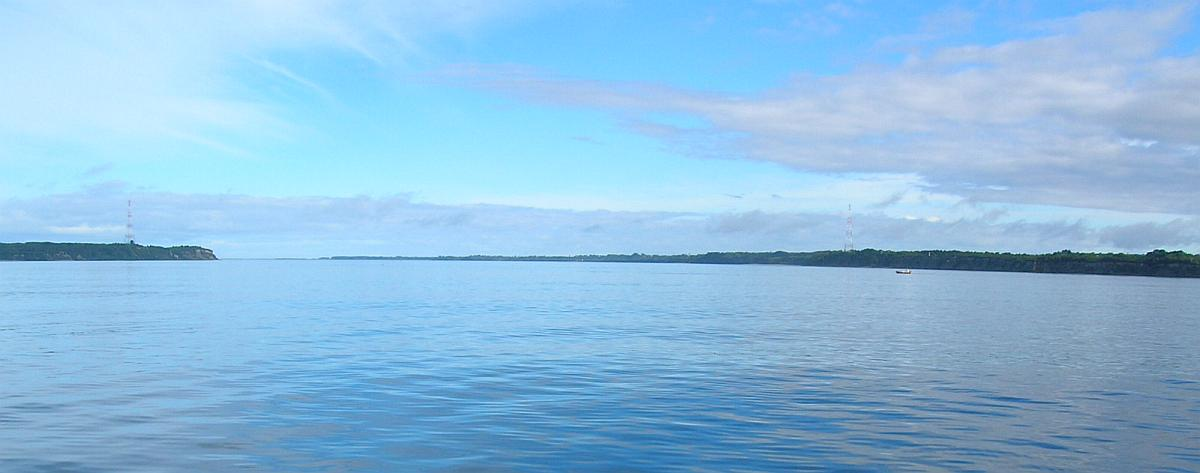

Пролив Чакао расположен в южной части Чили, в X области Лос-Лагос, служит административной границей между провинциями Льянкиуэ и Чилоэ. Пролив соединяет заливы Коронадос и Анкуд Тихого океана.
Берега пролива связаны паромным сообщением, соединяющим города Паргуа (на материке) и Чакао (на острове Чилоэ).
Восточный вход в пролив находится между мысом Коронель на континенте и мысом Трес-Крусес на острове (координаты 41° 49' 30" S 73° 29' 30" W).
Западный вход находится между мысом Чокой на континенте и мысом Гуапачо в северной части острова Чилоэ (координаты 41° 46' 01" S 73° 52' 10" W).
Пролив вытянут в направлении восток-запад и его общая длина составляет 14 морских миль (25, 928 км). Ширина пролива колеблется от чуть более одной морской мили (1,852 км) до 2,5 морских миль (4,63 км) близ западного входа.
Пролив сформировался после таяния льда в конце последнего ледникового периода и последующего появления Тихого океана. Северный берег пролива отличается от южного берега. Берега материкового побережья высокие и крутые, берега острова Чилоэ умеренно высокие, причём высоты увеличиваются востока на запад.

## Навигация

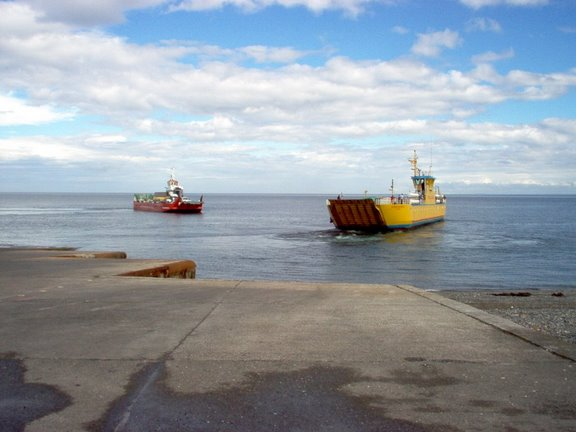
Паром в водах пролива

Пролив имеет большие глубины и позволяет проходить крупным кораблям. В период с февраля по апрель густой туман затрудняют навигацию. Внутри пролива лежат три острова: Донья-Себастьяна, Кочинос и Лакао.
Приливы и течения происходят в проливе с большой интенсивностью и являются основной проблемой для навигации. Иногда воды пролива принимают вид реки с быстрым течением. Близ восточной оконечности пролива высота прилива составляет от 3 до 5 метров, а скорость течения достигает 3-9 узлов.
Пролив оборудован маяками, буями и бакенами для обеспечения безопасности судоходства. Но тем не менее судоходство не является полностью безопасным. На западном входе в пролив лежит корпус либерийского судна «Андрос Корал».

## История
В 1553 году испанский морской офицер Франсиско де Ульоа стал первым европейцем, проплывшим этим проливом. В 1567 году на берегу пролива появилось первое постоянное испанское поселение на архипелаге: форт Сан-Антонио-де-Чакао. Позже появились военные поселения Сан-Мигель и Сан-Антонио, основанные в 1602 году и 1603 году соответственно. С этих населённых пунктов началась колонизация новых прибрежных районов как на острове Чилоэ, так и на континенте.

## Мост Двухсотлетия
Мост Двухсотлетия (он же мост Чакао) через пролив Чакао спроектирован, чтобы связать остров Чилоэ с материком. Планировалось построить подвесной мост общей протяжённостью 2635 метров к 200-летию Чили. Пока этот проект не осуществлён из-за высокой стоимости. В июне 2009 года Министерство общественных работ решило возродить проект, но уже с меньшим бюджетом.